# 北海道鐵道 (1896年—1907年)
北海道鐵道（日语：／ Hokkaidō Tetsudō */?）是日本一家曾存在於1896年至1907年之間的私營鐵路公司，北海道鐵道建设、經營目前函館本線函館到南小樽路段。1906年，日本頒佈《鐵道國有法》，隔年北海道鐵道被收歸國有，成為帝国铁道厅的一部份。
本條目內容包括北海道鐵道前身的函樽铁道。須注意北海道鐵道与建造千岁线及富內線的第二代北海道鐵道（1918年成立，1943年国有化）並非同一家公司。

## 历史

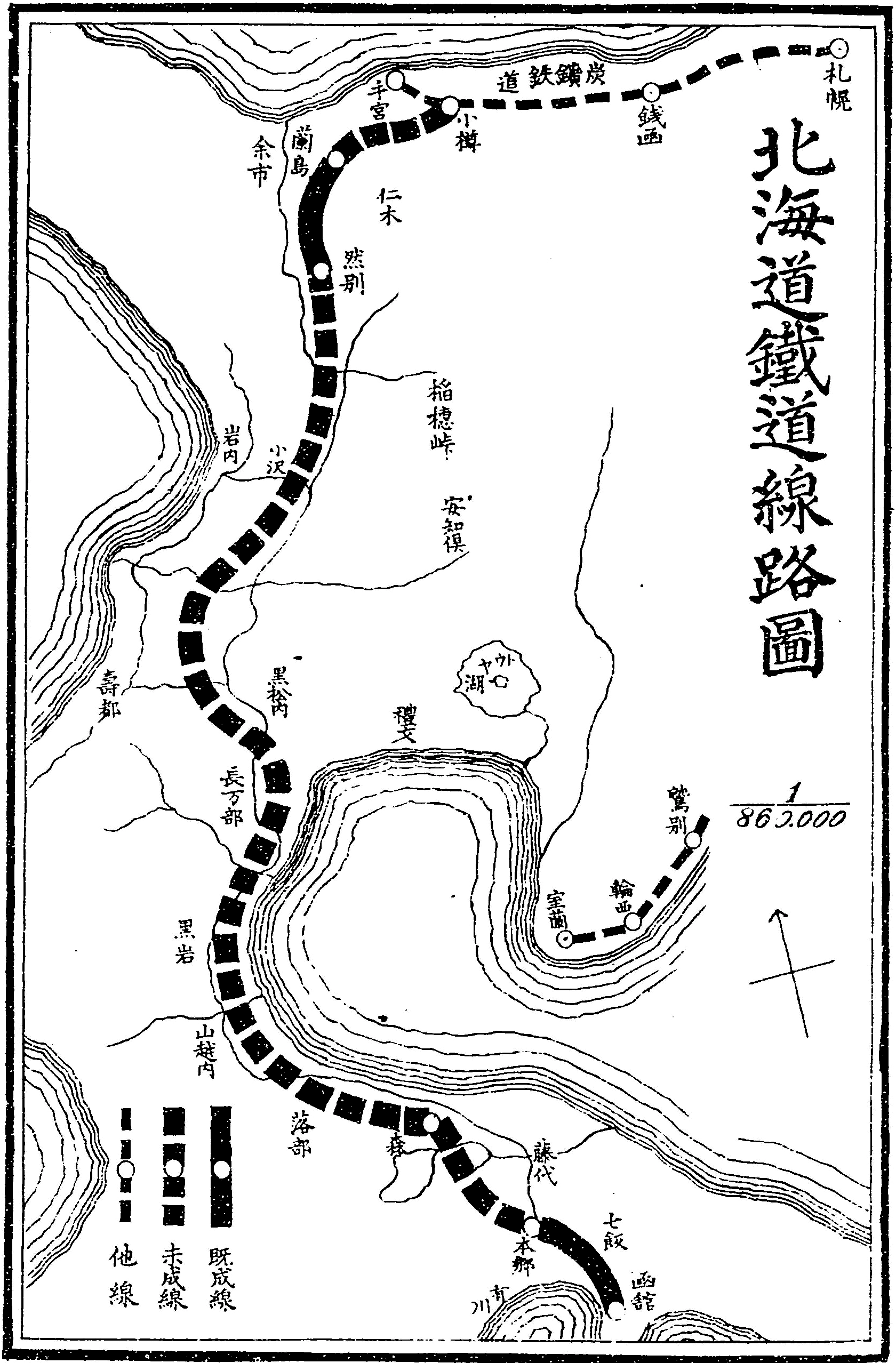
1903年初的北海道鐵道路线图

北海道铁道是为了建设函館到小樽之间的铁路而成立，最初公司命名为函樽铁道 (函樽鉄道、かんそんてつどう)，在1896年（明治29年）成立，1900年更名为北海道铁道。北海道铁道自函馆、小樽两方向同时开始建设，1902年北海道铁道首通段函館（初代，后改名龟田站） - 本郷間，和兰島 - 然別開業。
1903年6月开通本郷 - 森、然別 - 山道、和小樽中央 （现在的小樽站，部分紀錄稱曾改名為稻穗站） - 蘭島区间。11月开通森 - 長萬部 - 熱郛区间。1904年7月现在的函館站开业，同月山道 - 小澤间开通，山道站废站；同年10月熱郛 (一度更名为歌弃站) - 小澤间开通，同时小樽中央站改名高岛站，函館 - 高岛间全通。
1905年8月1日高岛 - 小樽（现在的南小樽站）间开业，与北海道炭礦鐵道连接，北海道铁道开始与北海道炭礦鐵道、北海道官設鐵道进行连络运输 （需换乘）；12月15日高岛站更名为中央小樽站。1906年9月8日北海道铁道开行与北海道炭礦鐵道之间的直通列车，运行于函馆 - 札幌之间。
1906年在日俄戰爭衝擊下，鐵道國有化的呼聲提高，同年《鐵道國有法》頒布，北海道鐵道被列入其中，並在1907年7月1日收歸國有。北海道鐵道所属路线后来成为今日函馆本线的一部分。

## 路线
- 函館－小樽

函館 – 龟田 – 七飯 – 本郷 – 大沼 – 大沼公園臨時乗降場 – 赤井川 – 駒岳 – 森 – 石倉 – 野田追 – 山越 – 八雲 – 山崎 – 黑岩 – 國縫 – 紋別 – 長萬部 - 二股 – 蕨岱 – 黑松內 – 熱郛 – 目名 – 蘭越 – 昆布 – 新雪谷 – 比羅夫 – 俱知安 – 小澤 – 銀山 – 然別 – 仁木 – 余市 – 蘭島 – 鹽谷 – 中央小樽 – 小樽

### 书籍
- 宮脇俊三 (编). . JR・私鉄全線各駅停車. 原田勝正（編）. 小学館. 1993-06: 183. ISBN 978-4-09-395401-3. ISBN 4-09-395401-1.
- 石野哲（編集長）.  Ⅰ. JTBパブリッシング. 1998-09-19. ISBN 978-4-533-02980-6. ISBN 4-533-02980-9.
- 石野哲（編集長）.  Ⅱ. JTBパブリッシング. 1998-09-19: 808–809,825. ISBN 978-4-533-02980-6. ISBN 4-533-02980-9.
- 田中和夫（監修）. . 上巻 国鉄・JR線. 北海道新聞社（編集）. 2002-07-15: 4–45,114–123,190–193,200–205,212–219,311–319. ISBN 978-4-89453-220-5. ISBN 4-89453-220-4.
- 田中和夫（監修）. . 下巻 SL・青函連絡船他. 北海道新聞社（編集）. 2002-12-05: 156–203,222–225. ISBN 978-4-89453-237-3. ISBN 4-89453-237-9.
- 函館－渡島大野間鉄道開通100周年記念誌編集委員会 (编). . 北海道旅客鉄道函館支社. 2003-02.
- 今尾恵介（監修）. . 新潮「旅」ムック 1号・北海道. 新潮社. 2008-05-17: 14,19,26–27. ISBN 978-4-10-790019-7. ISBN 4-10-790019-3.
- 鉄道省.  中篇. [東京]: [鉄道省]. 1921: 638–650,857–858.
- 逓信省. . 東京: 逓信省. 1909.

### 杂志
- . 駅史 (鉄道ジャーナル社). 1980-12: 28.
- 鉄道ジャーナル (鉄道ジャーナル社). 1986-12, 20 (第13号（通巻240号・1986年12月号）): 15-22. 缺少或|title=为空 (帮助)